# Asparagus laevissimus
Asparagus laevissimus là một loài thực vật có hoa trong họ Măng tây. Loài này được Steud. ex Baker mô tả khoa học đầu tiên năm 1875.